# 布拉達諾河
布拉達諾河是意大利的河流，發源自波坦察省阿維利亞諾，流經巴斯利卡塔，最終注入塔蘭托灣，河道全長120公里，流域面積2,765平方公里，平均流量每秒7立方米。
40°23′N 16°51′E / 40.383°N 16.850°E